# Asystasia
- Commons
- Wikispecies

Asystasia Blume, segundo o Sistema APG II, é um gênero botânico da família Acanthaceae.
São encontradas nos trópicos.

## Sinonímia
- Asystasiella Lindau, Dicentranthera T.Anderson, Isochoriste Miq., Parasystasia Baill. , Salpinctium T. J. Edwards, Styasasia S.Moore.

## Espécies
- Asystasia africana (S. Moore) C.B. Clarke
- Asystasia alba Ridl.
- Asystasia albiflora Ensermu
- Asystasia ammophila Ensermu
- Asystasia atriplicifolia Bremek.
- Asystasia bella (Harvey) Benth. et Hook.f.
- Asystasia buettneri Lindau
- Asystasia calcicola Ensermu & Vollesen
- Asystasia calycina Benth.
- Asystasia charmian S.Moore
- Asystasia chelnoides Nees
- Asystasia chinensis S.Moore
- Asystasia comoroensis S.Moore
- Asystasia crispata Benth.
- Asystasia dalzelliana Santapau
- Asystasia decipiens Heine
- Asystasia gangetica (L.) T.Anderson
- Asystasia glandulifera Lindau
- Asystasia hedbergii Ensermu
- Asystasia longituba Lindau
- Asystasia minutiflora Ensermu & Vollesen
- Asystasia moorei Ensermu
- Asystasia mysorensis (Roth) T.Anderson
- Asystasia neesiana Nees
- Asystasia subbiflora C.B.Clarke
- Asystasia tanzaniensis Ensermu & Vollesen
- Asystasia vogeliana Benth.

## Classificação do gênero
| Sistema | Classificação                       | Referência            |
| ------- | ----------------------------------- | --------------------- |
| APG II  | Ordem Lamiales, família Acanthaceae | APweb, versão 9, 2008 |